# Guido Piovene
Guido Piovene (n. 27 iulie 1907, Vicenza, Italia – d. 12 noiembrie 1974, Londra, Anglia, Regatul Unit) a fost un scriitor și jurnalist italian.
A câștigat Premiul Strega în 1970 pentru Le stelle fredde.